# 玉満鎬

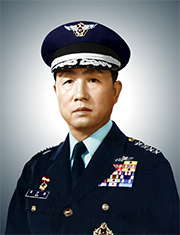
玉満鎬

玉 満鎬（オク・マノ〈オク・マンホ〉、朝鮮語: 옥만호、1925年9月2日 - 2011年5月13日）は、韓国の軍人、政治家、外交官。第13代韓国国会議員。本貫は宜寧玉氏。全羅南道務安郡夢灘面出身。

## 経歴
陸軍少年飛行兵第15期生（周永福らと同期）。朝鮮戦争にも空軍大尉を務め、「勝湖里鉄橋爆破作戦」当時の第二編隊長として出撃した。慶熙大学校政外科卒、高麗大学校経営大学院、アメリカ空軍大学修了、国防大学院卒。
韓国空軍参謀総長、空軍大将、駐コロンビア・中華民国大使を歴任。
政界入り後は新民主共和党党務委員、民主党中央党紀委員長・党務委員を歴任した。
米国シルバースター、忠武武功勲章、米国飛行勲章（6回）、乙支武功勲章、金星忠武武功勲章、銀星忠武武功勲章、三等勤務功労勲章、保国勲章統一章、米国功労勲章、インドネシア一等国民の勲章を受章した。
2011年5月13日死去。87歳没。

## エピソード
故郷の務安郡にある昊潭航空宇宙展示館は玉が1998年に私財12億ウォンを投じて設立したもので、2003年に務安郡に寄贈された。
朴正煕暗殺事件の後、北朝鮮は台湾に駐在していた韓国大使の玉を対南工作の対象に選んで、彼を包摂するために対南事業部署の工作員の朴炳燁らを台湾に送った。しかし、台湾の情報機関はこの計画を察知し、台湾に潜入しようとしていた朴炳燁一行を逮捕した後、彼らを韓国側に引き渡した。
ソウル特別市銅雀区にあった空軍士官学校の跡地にできたポラメ公園には同じハングル表記の「옥만호」という湖があるが、空軍士官学校の校長を務めた玉の名前に由来する。